# Combarro
Combarro är en ort i Spanien.   Den ligger i provinsen Provincia de Pontevedra och regionen Galicien, i den nordvästra delen av landet, 500 km nordväst om huvudstaden Madrid. Combarro ligger 12 meter över havet och antalet invånare är 1 786.
Terrängen runt Combarro är huvudsakligen kuperad, men åt sydväst är den platt. Havet är nära Combarro åt sydväst. Runt Combarro är det ganska tätbefolkat, med 149 invånare per kvadratkilometer. Närmaste större samhälle är Pontevedra, 5,1 km öster om Combarro. I omgivningarna runt Combarro växer i huvudsak blandskog.